# Série 261 a 272 da CP
A Série 261 a 272, também identificada como Série 260, foi um tipo de locomotivas a tracção a vapor, utilizada pela Companhia dos Caminhos de Ferro Portugueses.

## História
Esta série foi construída pela casa francesa Fives-Lille, e entregue à Companhia dos Caminhos de Ferro Portugueses em duas fases, entre 1899 e 1904. Derivavam de locomotivas já utilizadas pela Compagnie des Chemin de Fer du Nord, em França, sendo consideradas entre as mais modernas daquela época. Foram as primeiras máquinas compound de 4 cilindros, do sistema Du Bousquet-De Glehn, em Portugal.
Vieram possibilitar a circulação bissemanal do comboio Rápido da Galiza, assim denominado por conduzir uma carruagem-salão e outra restaurante directas a Vigo, e que demorava cerca de 7 horas entre Lisboa e o Porto, ou seja, atingia uma velocidade comercial de 48 km/h. Também realizaram comboios omnibus, tendo sido afastadas deste serviço pela Série 181 a 186. A locomotiva 262 foi exposta num pedestal, na cidade do Entroncamento.

## Descrição
Esta série era composta por doze locomotivas a vapor com tender, numeradas de 261 a 272. Apresentavam uma configuração de rodados em 2-3-0, na classificação francesa.

## Ficha técnica

### Características gerais
- Número de unidades construídas: 12 (261-272)[1]
- Ano de entrada ao serviço: 1899-1904[1]
- Tipo de serviço: Via[1]
- Tipo de tracção: Vapor[1]
- Fabricante: Fives-Lille[1]
- Configuração dos rodados: 2-3-0 (anotação francesa)[3]